# Sailing Ship Columbia

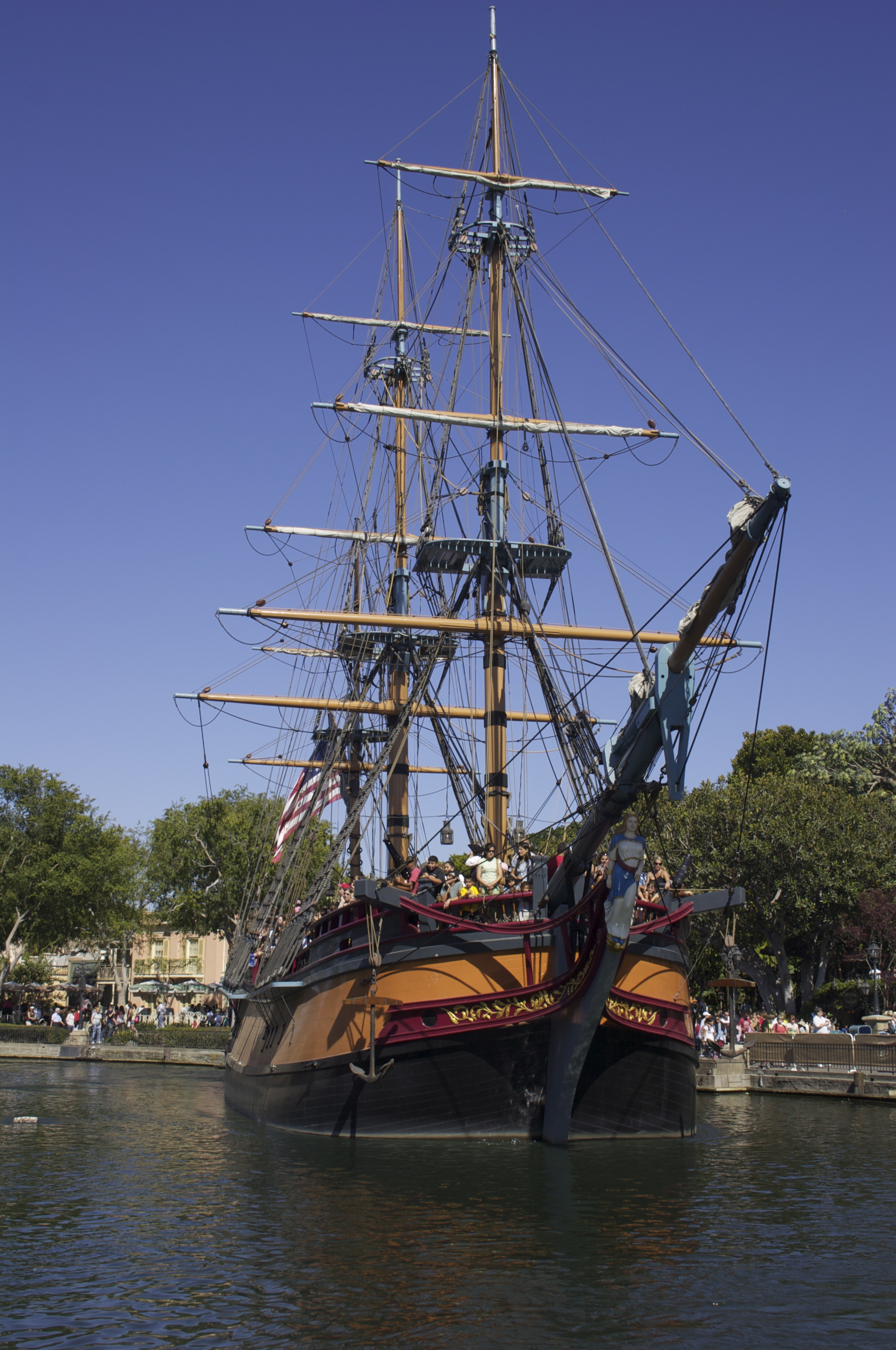
Le Sailing Ship Columbia à quai.

Le Sailing Ship Columbia est un bateau servant d'attraction dans le parc Disneyland en Californie. C'est une réplique grandeur nature du ship sloop (version anglo-américaine des corvettes du XVIIIe siècle) Columbia Rediviva, le premier vaisseau américain à avoir fait une circumnavigation.
Il permet aux visiteurs de vivre une croisière de 12 minutes sur les Rivers of America, la rivière de Frontierland. Le bateau a été construit en 1958 et a été le premier trois-mâts à être bâti aux États-Unis depuis le milieu du XIXe siècle. Le bateau sert aussi durant le spectacle Fantasmic! comme bateau pirate du capitaine Crochet.
En 1998, le bateau a été impliqué dans un accident tragique tuant un homme et blessant sa femme.

## Historique
Peu après l'ouverture du parc Disneyland, Walt Disney décida que les Rivers of America nécessitaient un peu plus de trafic fluvial. Il demanda à Joe Fowler, superviseur de la construction du parc et ancien amiral, de prendre un navire historique comme inspiration. Après avoir fait la tournée des musées maritimes américains, Fowler désigna le Columbia Rediviva. Toutefois, il n'existait qu'une seule peinture du navire. C'est cette dernière que les ingénieurs de WED Enterprises utilisèrent ainsi que des documents d'archives de la bibliothèque du Congrès pour recréer le vaisseau.
L'armateur Ray Wallace a été commissionnée en 1957 pour travailler avec Fowler pour concevoir les plans. Le bateau fut ensuite construit par la société Todd Shipyards à San Pedro en Californie (comme la coque du Mark Twain). Fowler déclara à Walt Disney que la coutume voulait qu'une pièce en argent soit placée sous chaque mât. Ce dernier plaça alors personnellement un dollar en argent sous chacun des trois mâts.
Le baptême du vaisseau eut lieu le 14 juin 1958 avec Fowler vêtu en capitaine de XVIIe siècle et comme équipage les Mousketeers du Mickey Mouse Club.
Le 22 février 1964, une partie du pont inférieur a été transformée en « quartier pour l'équipage », une exposition sur le monde nautique de la fin du XVIIe siècle.

## L'attraction
Les passagers embarquent depuis une anse abritée de Frontierland pour un voyage de 12 minutes. Le ponton est le même que celui du Mark Twain et ressemble à un embarcadère du XVIIIe siècle avec l'espace partagé par les passagers et les marchandises.
À bord du vaisseau, les passagers peuvent visiter un musée nautique situé au pont inférieur. Ce musée prend l'aspect des quartiers d'un équipage de 1787 avec la cabine du capitaine, celle du médecin de bord et la coquerie. Malgré la présence de trois mâts, le bateau est propulsé par un moteur diesel et utilise le même rail de guidage que le Mark Twain. Durant le voyage, le « capitaine » dispense ses instructions à l'équipage et ses commentaires aux passagers. Lorsque le bateau passe devant le Fort Wilderness de Tom Sawyer Island, il tire (à blanc) en direction du fort avec l'un de ses 10 canons.
Le vaisseau n'est utilisé que les jours les plus fréquentés ou quand le Mark Twain n'est pas en fonction. Comme le Mark Twain, le bateau est utilisé lors du spectacle Fantasmic!, mais en tant que bateau pirate du capitaine Crochet. Le bateau est amarré dans la cale sèche (« le fossé de Fowler ») au pied de Splash Mountain.
- Lancement : 14 juin 1958[1],[2]
- Modification : 1964
- Coût de construction : 300 000 USD[3]
- Hauteur : 25,6 mètres
- Longueur : 25,45 mètres[4]
- Largeur : 7,31 mètres
- Nombre de passagers : 300
- Durée de la croisière : 12 minuntes
- Ticket requis : « D »
- Type d'attraction : croisière
- Situation : 33° 48′ 44″ N, 117° 55′ 14″ O (à quai)

## Accident
Le 24 décembre 1998, un taquet utilisé pour sécuriser le bateau à quai se décrocha et frappa deux visiteurs du parc, Luan Phi Dawson et sa femme habitant Duvall (État de Washington). Le choc se produisit au niveau de la tête d'après les propos recueillis par leurs deux enfants terrifiés et les autres visiteurs. Dawson fut déclaré cérébralement mort deux jours plus tard et fut donc débranché du système le gardant artificiellement en vie. Un employé du parc fut aussi blessé lors de l'accident.
Cet accident est le premier de l'histoire du parc à ne pas être en partie dû à une négligence du visiteur (comme les noyades). Après enquête de la commission californienne de sécurité, la faute a été attribuée à un manque de respect des procédures d'appontage de la part de l'employé. Il aurait placé l'amarre sur le taquet avant que le navire ne soit à l'arrêt, oubliant que l'amarre ne sert pas à arrêter le navire mais seulement à le maintenir à quai. Le capitaine poursuivit sa procédure et mis le moteur en marche arrière afin de ralentir le bateau et accoster à une vitesse correcte. L'État de Californie exigea du parc le paiement d'une amende de 12 500 dollars tandis que la famille du défunt engagea un procès contre le parc qui lui valut des dommages-intérêts estimés à 25 millions de dollars par le Los Angeles Times.

## Bande sonore
- Show Narration, 3:25
- Haul Boys Haul, 2:05
- Oh Johnny Come to Hilo, 2:30
- Song of the Fishes, 1:41
- Drunken Sailor, 1:51
- A Whale of a Tail, 1:44
- An American Frigate, 2:08
- Blow the Man Down, 2:12

### Sources
- Disneyland: Inside Story, Randy Bright, Harry N. Abrams, Inc., New York, 1987 p. 141  (ISBN 0-8109-0811-5)